# Heckler & Koch HK69A1
El HK69A1 es un lanzagranadas de 40 mm desarrollado y producido por la empresa alemana Heckler & Koch (HK). El arma fue diseñada para atacar soldados enemigos y posiciones fortificadas hasta una distancia de 350 m; también puede ser empleado para lanzar granadas fumígenas y bengalas de iluminación.

## Desarrollo
La historia del lanzagranadas se remonta a finales de la década de 1960, cuando se inició el desarrollo de un arma pensada para instalarse (usando un montaje especial) bajo el cañón del fusil Heckler & Koch G3 de 7,62 mm. En 1972 se presentó el prototipo de lo que sería el Granatpistole HK69. Tras ser evaluado, se tomó la decisión de desarrollar una versión individual del lanzagranadas acoplado, que fue creada en 1979 y designada como HK69A1. En la década de 1980, el arma entró en servicio con el Heer con la designación Granatpistole 40 mm (también conocida con la abreviatura GraPi). Este lanzagranadas también es empleado por las Fuerzas Especiales y personal de seguridad de varios países.   

## Detalles de diseño
El HK69A1 es un lanzagranadas monotiro disparado desde el hombro, cuyo proyectil emplea el sistema de alta-baja presión. El principal componente es el armazón que contiene e integra todos los mecanismos y piezas del arma. Tiene un cañón con ánima estriada, que está unido a una bisagra al frente del armazón y bascula hacia arriba (cañón basculante) para cargar y retirar los casquillos vacíos. Cuando el cañón está cerrado, se encaja en el armazón mediante un retén rotativo, montado en la parte posterior del armazón. El lanzagranadas no tiene un extractor; en su lugar, se cortaron muescas en la base del cañón que le permiten al tirador retirar manualmente los casquillos vacíos.
El gatillo del HK69A1 es de acción simple, con un martillo visible que debe ser amartillado con el pulgar después de cargar una granada. Un seguro manual evita los disparos accidentales; el seguro es ambidiestro y tiene una palanca a cada lado del armazón, encima del gatillo (la letra "S" indica que el arma está asegurada; "F" que está lista para disparar).
El lanzagranadas es apuntado con un alza y un punto de mira. El punto de mira es ajustable en elevación, mientras que el alza plegable tipo escalera tiene una abertura pivotante para combate a corta distancia (50 y 100 m) y se despliega desde la parte superior del cañón para disparos a larga distancia (con marcas para 150, 200, 250 y 350 m). El arma tiene un pistolete con cachas de material sintético, una ligera culata metálica telescópica con cantonera de caucho y armellas para instalarle una correa portafusil. El lanzagranadas es usualmente transportado en una funda atada al muslo.

## Variantes
El HK69A1 también está disponible en una variante policial de 40 mm, llamada MZP 1 (acrónimo de Mehrzweckpistole 1). Solamente está equipado con un alza pivotante, con ajustes para 50, 100 y 150 m; se le ha retirado el alza plegable tipo escalera. El MZP-1 pesa 2,52 kg y sus otras características son idénticas al del HK69A1. Es empleado para lanzar granadas de gas lacrimógeno. Es posible emplearlo como pistola de bengalas, pero ya no es usual (Policía alemana).
El Reino Unido adoptó una versión de calibre 37 mm equipada con un cañón de ánima estriada (en lugar de la típica ánimda lisa empleada con las granadas de 37 mm), con la designación L104A1. El ánima fue estriada para incrementar la precisión de la granada L21A1 de bastón plástico, reduciendo así la probabilidad de impactar involuntariamente una parte vulnerable del cuerpo y causar una herida fatal.
El HK79 es un lanzagranadas acoplado basado en el HK69A1, diseñado para montarse bajo el cañón del HK G3 y los fusiles de asalto de la serie G41 (a excepción de las cortas versiones carabina). Cuando es acoplado, el HK79 no afecta la precisión del fusil, ya que el cañón puede oscilar libremente. La manipulación y las funciones operativas del fusil no son afectadas por la presencia del lanzagranadas. El arma es empleada por las Fuerzas Armadas de Nicaragua, Noruega y Panamá. El HK79 es un lanzagranadas monotiro de accionamiento manual, cuyo cañón bascula hacia abajo para cargar y recargar (en comparación con el HK69A1, que bascula hacia arriba). Cuando se cierra el cañón, este es mantenido en su lugar por un retén montado en su parte posterior. Este lanzagranadas no tiene extractor; los cortes hechos en la base de la recámara ayudan al tirador a retirar los casquillos vacíos.
El HK79 está equipado con un mecanismo de disparo interno de acción simple, que tiene un mecanismo de amartillado ubicado en la parte posterior del armazón (el mecanismo es accionado manualmente después de cargar el arma) y un gatillo tipo botón ubicado en el lado izquierdo del guardamanos. El mecanismo del seguro es de tipo transversal (instalado en el armazón, delante del mecanismo de amartillado). Las posiciones de "seguro" y "disparo" del seguro están marcadas con aros de color blanco y rojo, respectivamente; el arma puede ser cargada y amartillada estando el seguro en cualquier posición. Tiene un alza de cuadrante para apuntar, instalada en el lado derecho del lanzagranadas, teniendo un armazón giratorio con un punto de mira y su alza, graduada para distancias desde 50 hasta 350 m, en incrementos de 50 m. El lanzagranadas pesa 1,5 kg descargado; su velocidad de boca empleando munición estándar es de aproximadamente 76 m/s. El HK79A1 es una variante especialmente diseñada para instalarse en el fusil de asalto HK33.

Características de la granada de fragmentación DM101 A2 (IM):
- Munición: 40 x 46
- Espoleta(s): De impacto, de acción retardada (4 segundos) y de autodestrucción (8 segundos).
- Peso (proyectil): 0,176 kg
  - Carga explosiva: 0,03 kg de Hexal 70/30.
  - Carga fragmentaria: 700 bolas de acero con un diámetro de 2,25 mm, encajadas en el cuerpo del proyectil.

- Peso (munición): 0,232 kg
- Radio efectivo,
  - Fragmentación letal: 5 m
  - Fragmentación máxima: 12 m

Tanto el HK69A1 como el HK79 emplean la granada de baja velocidad 40 x 46. La granada de fragmentación DM101 A2 (IM) es la munición estándar del Bundeswehr para esta arma. Fue diseñada para mantener la mayoría de su fragmentación letal dentro de un radio de 5 m, para reducir las bajas por "fuego amigo" durante asaltos rápidos o defensa de perímetro a corta distancia.
Un desarrollo del HK79A1 es el lanzagranadas acoplado SA80 de 40 mm, adaptado para emplearse en el fusil de asalto británico L85A1 de 5,56 mm, donde es montado al reemplazar el guardamano en una forma similar a la de las primeras versiones del M203 estadounidense. Este fue uno de los primeros estudios para un lanzagranadas acoplado que pueda montarse en el SA80, pero que nunca se compró. El paso necesario para equipar a los fusiles SA80 con un lanzagranadas acoplado solo se dio en 2003, con la adopción del L17A1/A2 (una variante del AG36).
El HK69A1 fue fabricado bajo licencia en Italia por la Luigi Franchi S.p.A., como el GL-40/90; Se distingue del lanzagranadas alemán original al tener una culata deslizante modificada, así como diferentes empuñaduras y mecanismos de puntería, todos hechos de plástico. Es empleado por varias agencias policiales italianas para controlar disturbios. Este lanzagranadas no es empleado por las Fuerzas Armadas de Italia, ya que estas utilizan otros tipos de lanzagranadas, tales como el CIS 40 GL singapurense (también fabricado bajo licencia por Franchi) y el M203 estadounidense.         

## Usuarios
- Alemania: Es empleada por las Fuerzas Armadas, especialmente el Ejército, con la designación Granatpistole 40 mm.[3] Las unidades especiales de la Policía Federal y de los Land emplean el MZP 1 para lanzar granadas de gas lacrimógeno.
- Arabia Saudita: Emplea la variante HK69.[4]
- Argentina: Emplea la variante HK69.[4]
- Austria: La variante MZP-1 es empleada por el EKO Cobra.[5]
- Dinamarca: El HK69A1 es empleado por la Policía danesa para lanzar granadas de gas lacrimógeno.[6][7]
- España: Mando de Operaciones Especiales.
- Finlandia: El HK69A1 es empleado por las Fuerzas Armadas de Finlandia con la designación 40 KRPIST 2002 (Kranaattipistooli 2002).[8]
- Grecia: Emplea la variante HK79.[4]
- Luxemburgo: La Unité Spéciale de la Police de la Policía del Gran Ducado emplea la variante MZP-1.[9][10]
- Noruega: Emplea la variante HK69.[4]
- Sri Lanka: Emplea la variante HK69.[4]
- Turquía: La Gendarmería emplea la variante HK69.[11]